# 下口镇
下口镇，是中华人民共和国河北省石家庄市平山县下辖的一个乡镇级行政单位。

## 行政区划
下口镇下辖以下地区：
下口村、蒿田村、羊圈坪村、车辐沟村、梨元村、泥里河村、卷掌村、石滩村、枪风沟村、盘里村、槐树坪村、辛庄村、六岭关村、上瓦岔村、下瓦岔村、桑黄铺村、碾盘凹村、麻池村、十八岩村和盘口村。